# Tadeusz Żukotyński

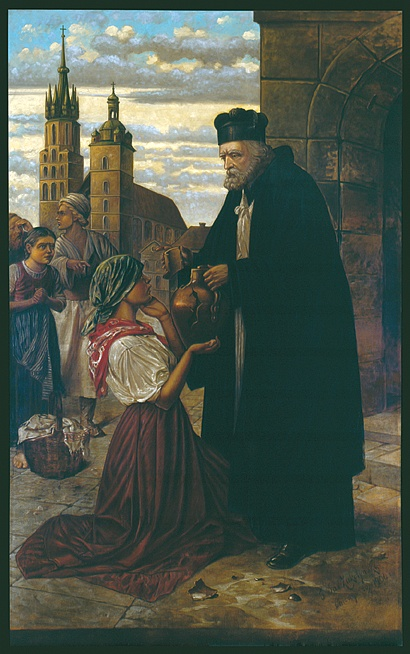
Święty Jan Kanty w Krakowie

Tadeusz Żukotyński (ur. 22 marca?/3 kwietnia 1855 w Kamieńcu Podolskim, zm. 7 grudnia 1912 w Chicago) – malarz polski, czynny w Stanach Zjednoczonych.

## Życiorys
Urodził się jako syn posiadacza majątku ziemskiego na Podolu. Studiował malarstwo u Ksawerego Pillatiego w Warszawie, a następnie w Akademii Sztuk Pięknych w Krakowie pod kierownictwem Jana Matejki.
Od 14 stycznia 1879 kontynuował studia w Akademii Sztuk Pięknych w Monachium u Carla von Piloty'ego, gdzie został wyróżniony najwyższą nagrodą przyznawaną przez akademię, srebrnym medalem oraz dwoma brązowymi medalami. Odbył podróż studialną do Afryki Północnej. Po studiach wyemigrował do Stanów Zjednoczonych.
Po przybyciu do Ameryki otworzył studio w Milwaukee, gdzie następnie stworzył ponad 100 obrazów do kościołów w Stanach Zjednoczonych. Wykonał również wiele malowideł ściennych w kościołach. W roku 1888 przeniósł się do Chicago.
Zmarł bezpotomnie. Kolekcja rysunków Tadeusza Żukotyńskiego znajduje się w zbiorach Muzeum Polskiego w Ameryce w Chicago.